# Lise Olivier
Pour les articles homonymes, voir Olivier (homonymie).
Lise Olivier, née le 30 mai 1983 à Pretoria, est une coureuse cycliste sud-africaine. Elle a notamment été médaillée d'or du contre-la-montre des Jeux africains de 2011 et championne d'Afrique du contre-la-montre par équipes en 2015 et 2016.

## Palmarès
- 2010
  -  Médaillée d'argent de la course en ligne des championnats d'Afrique
- 2011
  -  Médaillée d'or du contre-la-montre des Jeux africains
  -  Médaillée d'argent de la course en ligne des Jeux africains
- 2012
  - 2e du championnat d'Afrique du Sud sur route
  -  Médaillée de bronze de la course en ligne des championnats d'Afrique
- 2013
  - 3e du championnat d'Afrique du Sud sur route
  - 3e du championnat d'Afrique du Sud du contre-la-montre
- 2015
  -  Championne d'Afrique du contre-la-montre par équipes
  -  Médaillée d'argent de la course en ligne des championnats d'Afrique
  -  Médaillée d'argent du contre-la-montre par équipes des Jeux africains
  -  Médaillée de bronze du contre-la-montre des Jeux africains
  -  Médaillée de bronze de la course en ligne des Jeux africains
- 2016
  -  Championne d'Afrique du contre-la-montre par équipes
  - 2e du championnat d'Afrique du Sud sur route

## Classements mondiaux
| Année                                 | 2010 | 2011 | 2012 | 2013 | 2014 | 2015 | 2016 | 2017 |
| ------------------------------------- | ---- | ---- | ---- | ---- | ---- | ---- | ---- | ---- |
| Classement UCI                        | 98e  | nc   | 105e | 394e | nc   | 80e  | 299e | 138e |
|                                       |      |      |      |      |      |      |      |      |
| Légende : nc = non classéSource : UCI |      |      |      |      |      |      |      |      |